# Дървообработка
Дървообработка е дейност свързана с производството на фасонирани дървени материали, шперплат, фурнир, мебели, строителни детайли (врати и прозорци), бъчварски изделия, паркет, амбалаж, кибрит, моливи, скулптури и много други. Под дървообработка се разбира производството и преработката на детайли от дърво с използването на различни инструменти. Част от тези детайли директно се използват като изделия, а други се използват в различни области на производството. Дърворезбата е художествена обработка на дърво.
Дървообработката се използва в различни области на индустрията и занаятчийството, като например производство на мебели, изделия за бита, за производството на опаковка, украса, както и за помощни изделия като форми за леене, за строителството например на мостове и много други. Различават се методи за обработка на дървото чрез рязане и без рязане, като например сушене, боядисване, огъване, лепене и други.

## История
Тъй като дървото е широко разпространен и лесен за преработка материал, преработката му съществува от началото на развитието на човека. Инструментите за преработката на дървото, изработени от кремък, като свредла, брадви и други са известни от времето на неолита.

## Как се произвежда и обработва дървесината?

### Как се произвежда дървесината?
Процесът на превръщане на дървото от отсечено дърво до завършен продукт е дълъг и комплексен. Нека разгледаме всички етапи, през които преминава дървесината – от дърводобива до крайния продукт като дъски, мебели или облицовъчни панели.
Дървесината е един от най-старите строителни материали в света, който и до днес остава изключително ценен и многофункционален.

#### Избор и добив на дървесина
Процесът започва в горите. От студените гори на Русия до слънчевите тропици на Западна Африка, дървесината идва от различни видове дървета. Например:
- Европейски дъб
- Сибирска лиственица
- Тропически видове като Зебрано и Венге

На планетата съществуват над 73 000 вида дървета, от които около 4 000 се използват за дървесина. Някои, като абанос, са изключително скъпи, докато други, като бор, са по-достъпни.
Изборът на дървета се прави въз основа на тяхната възраст, здраве и устойчивост. След отсичане дърветата се транспортират до специализирани обекти за преработка.

##### Устойчивост на дърводобива
Дървесината е възобновяем ресурс, но не винаги е устойчива. Например, ако дърветата се изсичат по-бързо, отколкото могат да се възстановят, процесът става неустойчив.
Международни сертификати като FSC® и PEFC гарантират, че дървесината е добита етично и екологично.

### Първична обработка
След като дървото е отсечено, то преминава първична обработка в специализирани сушилни и цехове за дървообработване.

#### Основни етапи на обработката:
- Олющване: Премахва се кората на дървото, като отпадъкът се използва за биоенергия и пресовани изделия.
- Начално рязане (бичене): Дърветата се разрязват на груби дъски (наречени „талпи“).
- Крайна обработка: Отстраняват се дефекти, като чепове, напуквания, дефектни участици и се оформят ръбовете.
- Сушене: Дървесината се суши, за да се намали съдържанието на влага, което предотвратява деформации и спуквания в бъдеще. Това става в специални сушилни камери, където се контролират температурата и влажността на въздуха.

### Рендосване и класификация
- Рендосване: Повърхността на дървото се заглажда и се придава еднаква дебелина - например (16мм, 18мм, 22мм , 36мм и т. н.). Това се осъществява с различни по вид машини, като по популярните са - Абрихт, Щрайхмус и Калибровъчен шлайф.
- Класификация: Дървесината се сортира според качество, здравина и външен вид.

#### Класове на дървесина
- Класове 1- ви, 2 - ри и 3 - ти: Най-високо качество, с минимални дефекти.
- Класове 4 - ти, 5 - ти и 6 - ти: Съдържат повече чепове и други незначителни дефекти, но все пак са подходящи за определени приложения.

### Формоване, обработка и довършителни процедури
На този етап дървесината приема своята крайна форма. Специализирани машини оформят дървото за използване в мебелната промишленост, строителството и за направата на облицовки или други продукти. Крайния продукт обикновенно излиза на дъски, греди, талпи или готови плочи от различни дървесни частици. Плочите могат да бъдат много видове и са разделени на категории.
Най - популярните са:
- Необработени талпи - изискват допълнителна обработка, използват се в дърводелството с масивна дървесина.
- Дъски, греди ОСБ плоскости - широко приложение в строителсвтото и всякакъв вид конструкции от дървесина.
- Плочи от масивна дървесина - намират приложение навсякъде, най - често за работни плотове, плотове за кухни, стъпала, мебели и мн. други.
- ПДЧ - плоча от пресовани дървени частици - широко приложение в мебелната промишленост, по - голяма част от корпусните мебели се иразботват с ПДЧ.
- МДФ - Medium Density Fiberboard (Плоча от дървесни влакна) - широко приложение в мебелната промишленост, притежава по - добри показатели от ПДЧ плочите, дава възможност да се боядисва и байцва. Предпочитан вариант за използване в повечето видими и завършителни елементи, като вратички, плотове, външни корпуси, каси, рамки и др..
- Шперплат - Плоча от слоеста дървесина (Полуава се от тънки листове фурнир залепени с помощта на преса за да се постигне желаната дебелина на крайния лист- например шперплат 6мм, 8мм, 10мм, 18мм, 20мм и т.н. ) - намира широко приложение навсякъде, както в строителството така и в мебелното производтство.
- HPL High Pressure Laminate - (Плоча от високо пресован ламинат) - намира широко приложение в облицоването, както на външни фасади, така и в мебелната промишленост. Високи якостни и устойчиви показатели, подходящ за плотове, външни облицовки и изделия, които ще бъдат излагани на висока влажност, неблагоприятни атмосферни условия, високи температурни амплитуди.

#### Машини за обработка:
- Машини за профилиране: Обработват дървото в различни профили. Има няколкооперационни машини, които могат да извършват повече от една операция наведнъж.
- Крос-кът машини: Откриват и отстраняват дефекти.
- Шлайф машини: Придават гладък завършек.

#### Допълнителни обработки:
- Нанасяне на лакове, байцове, импрегнанти и защитни покрития.
- Третиране с топлина или налягане за устойчивост на влага, огън и неблагоприяни атмосферни влияния.

### Дистрибуция и търговия
Накрая готовите продукти се опаковат и изпращат до складове или магазини за продажба. От там дървесината достига до потребителите – мебелисти, занаятчии, строители или любители на „направи си сам“ проекти.
Така дървото преминава от гората и достига до вашия дом под най - различни форми, като запазва своята стойност и многофункционалност.